# Alfredo Binda

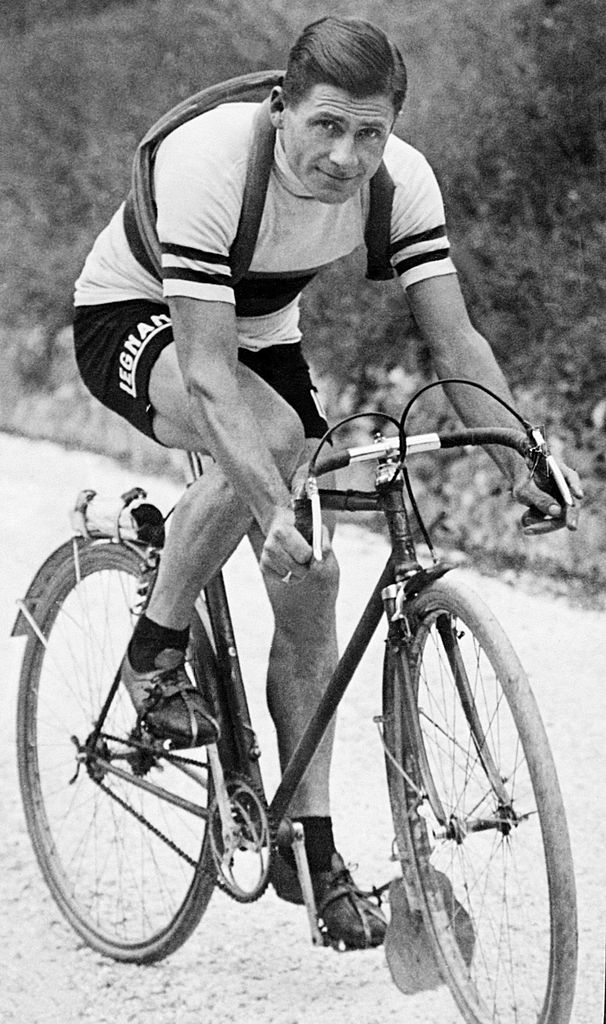
Alfredo Binda (1930)

Alfredo Binda (* 11. August 1902 in Cittiglio; † 19. Juli 1986 ebenda) war ein italienischer Radrennfahrer. Er war der erfolgreichste Radprofi der 1920er Jahre, Binda gewann unter anderem fünfmal den Giro d’Italia und wurde dreimal Straßenweltmeister.
Alfredo Binda wuchs im französischen Nizza in einer Familie mit zehn Geschwistern auf, nachdem er mit sechzehn Jahren nach Frankreich übergesiedelt war. Er begann 1922 seine Profikarriere, zuvor war er nur ein Jahr als Amateur gestartet. Bei seinem ersten Rennen gewann er auf bergiger Strecke mit einem Vorsprung von siebzehn Minuten. Einen kurzzeitigen Versuch, auch dauerhaft Bahnrennen zu bestreiten, brach er 1924 wieder ab. Später nahm er allerdings ihm angebotenen Verträge für Bahnrennen wieder an, sofern sie ihm finanziell lukrativ erschienen. 1927 siegte er im Sechstagerennen von Mailand. 1924 wurde er Sieger des Etappenrennens Tour du Sud-Est sowie der ersten Austragung von Toulon–Nizza.
Nach diesen frühen Erfolgen erlebte Binda 1925 seinen Durchbruch, als er zunächst den Giro d’Italia, neben der Tour de France das schwerste Etappenrennen der Welt, und danach den klassischen Giro di Lombardia für sich entscheiden konnte. Beide Rennen dominierte er in den folgenden Jahren. Er gewann die Italienrundfahrt insgesamt fünfmal (1925, 1927 bis 1929, 1933) und hält damit zusammen mit Fausto Coppi und Eddy Merckx den Rekord. Darüber hinaus konnte Binda 41 Etappensiege beim Giro feiern – ebenfalls ein Rekord, der erst 2003 von dem Sprinter Mario Cipollini überboten wurde. 1927 gewann er zwölf von 15 Etappen, 1929 feierte er acht aufeinanderfolgende Tagessiege. Bei der Tour de France blieben ihm solche Erfolge verwehrt, bei seiner einzigen Teilnahme 1930 gewann er immerhin zwei Etappen. Binda trat 1930 auf Drängen der Veranstalter nicht zum Giro an, da diese befürchteten, dass er durch einen erneuten Sieg das Zuschauerinteresse mindern würde. Für seinen Verzicht wurde ihm die volle Siegprämie des Rennens ausgezahlt.
Binda gewann dreimal die Straßenrad-Weltmeisterschaft (1927, 1930 und 1932), darunter auch die erste Straßenrad-Weltmeisterschaft überhaupt, auf dem Nürburgring 1927. Er hält damit auch hier den Rekord, zusammen mit den Belgiern Rik Van Steenbergen und Eddy Merckx sowie dem Spanier Óscar Freire und dem Slowaken Peter Sagan. Viermal gewann er die nationale Meisterschaft im Straßenrennen. Neben vier Erfolgen bei der Lombardei-Rundfahrt (1925–27, 1931) gewann er zweimal beim Frühjahrs-Klassiker Mailand–Sanremo (1929, 1931). 1929 gewann er gemeinsam Domenico Piemontesi den Bahnwettbewerb Prix Dupré-Lapize in Paris. Binda beendete 1936 seine Laufbahn, nachdem er sich beim Rennen Mailand–San Remo ein Bein gebrochen hatte.
In den 1970er und 1980er Jahren wurden unter dem Namen „Alfredo Binda“ Pedalriemen aus Leder für Rennpedale vertrieben. 1962 wurde Binda in Cittiglio bei den Kommunalwahlen zum Bürgermeister seiner Gemeinde gewählt.
In Bindas Heimatstadt Cittiglio wird seit 1974 ein Straßenrennen für Frauen, genannt „Trofeo Alfredo Binda“, ausgerichtet, das seit dem Jahre 2008 Teil des Frauen-Weltcups ist.

## Familiäres
Sein Bruder Albino Binda (1904–1976) war ebenfalls Radrennfahrer.